# Avelignese

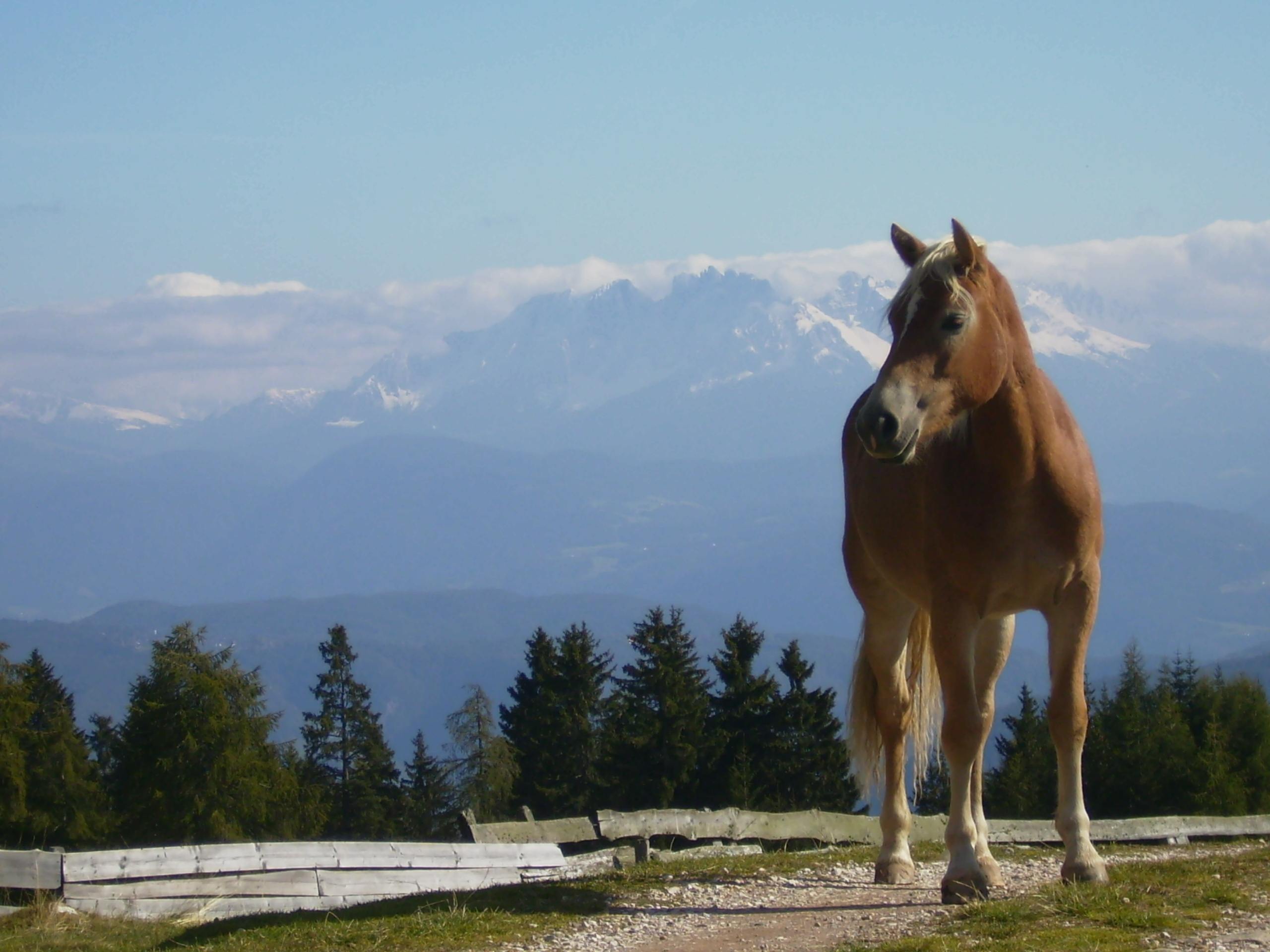
Een avelignese in Zuid-Tirol

De avelignese is een paardenras dat van oorsprong voorkomt in Trento, Venetië en Midden-Italië. Het paard is vernoemd naar de Italiaanse plaats Avelengo in Zuid-Tirol.
De avelignese wordt gezien als de Italiaanse variëteit van de haflinger. Dit omdat de twee rassen een vrijwel overeenkomstige bouw hebben en hetzelfde gedrag vertonen. De avelignese is vaak wel wat groter en steviger gebouwd dan de haflinger.
De avelignese wordt vooral gebruikt als trekpony.